# La Chapelle-Biche
La Chapelle-Biche é uma comuna francesa na região administrativa da Normandia, no departamento Orne. Estende-se por uma área de 6,26 km². Em 2010 a comuna tinha 537 habitantes (densidade: 85,8 hab./km²).